# Open di Zurigo 2005 - Doppio
Il doppio del torneo di tennis Open di Zurigo 2005, facente parte del WTA Tour 2005, ha avuto come vincitrici Cara Black e Rennae Stubbs che hanno battuto in finale Daniela Hantuchová e Ai Sugiyama con il punteggio di 6(6)–7, 7–6(4), 6–3.

## Teste di serie
1. Lisa Raymond /  Samantha Stosur (semifinali)
2. Cara Black /  Rennae Stubbs (campionesse)

1. Conchita Martínez /  Virginia Ruano (quarti di finale)
2. Svetlana Kuznecova /  Alicia Molik (primo turno)

## Tabellone

### Legenda
| - Q = Qualificato - WC = Wild card - LL = Lucky loser | - ALT = Alternate - SE = Special Exempt - PR = Protected Ranking | - w/o = Walkover - r = Ritirato - d = Squalificato |